# ホンダ・トゥデイ (スクーター)
トゥデイ（Today）は、本田技研工業が2002年から2015年にかけて製造販売していたスクーターである。

## 概要
1997年に本田技研工業は、同社が製造販売するオートバイの搭載するガソリンエンジンを2002年までにすべて4ストローク化することを発表。これにより、2ストロークエンジンを搭載する原動機付自転車クラススクータータイプではタクト・リード・ジョルノ・ブロード・キャビーナなどは廃モデルとなったが、これらに対して「気軽に乗れる」「手軽に買える」「親しみやすい」をコンセプトに開発し、新設計となる内径×行程：37.8x44.0（mm）・排気量49ccの強制空冷4ストロークSOHC単気筒エンジンをアンダーボーンフレームに搭載したステップスルースクーターが本モデルである。
2002年から2007年にかけて製造販売された初代モデルで平成10年自動車排出ガス規制ならびに騒音規制に適応させたBA-AF61型、2007年から2015年にかけて製造販売された2代目モデルで平成18年自動車排出ガス規制に適応させたJBH-AF67型に分類されるが、両モデルとも上述したフレーム・エンジン以外で以下の共通点がある。
- 中華人民共和国に本社を持つ現地法人の新大洲本田摩托有限公司（Sundiro Honda Motorcycle Co.,Ltd.）上海工場が製造し、本田技研工業が輸入事業者となり販売[注 3]。
- キック・セル併用の始動方式。
- Vベルト式無段変速機。
- 前輪：テレスコピック・後輪：ユニットスイングのサスペンション。
- 前後10インチタイヤならびに連動型コンビ機械式リーディングトレーリングブレーキ。
- 695mmのシート高とシート下容量22Lのメットインスペース。
- シャッター付キーシリンダーおよび直結始動防止回路を搭載。

両モデルの差異については以下で解説を行うほか、同時期に製造されていたBA-AF62型/JBH-AF68型ディオならびにJBH-AF70型ジョルノは共に一部コンポーネンツを共有する姉妹車で本モデルと同じく新大洲本田摩托有限公司で製造された。

## BA-AF61型
2002年7月22日発表、同年8月8日発売。

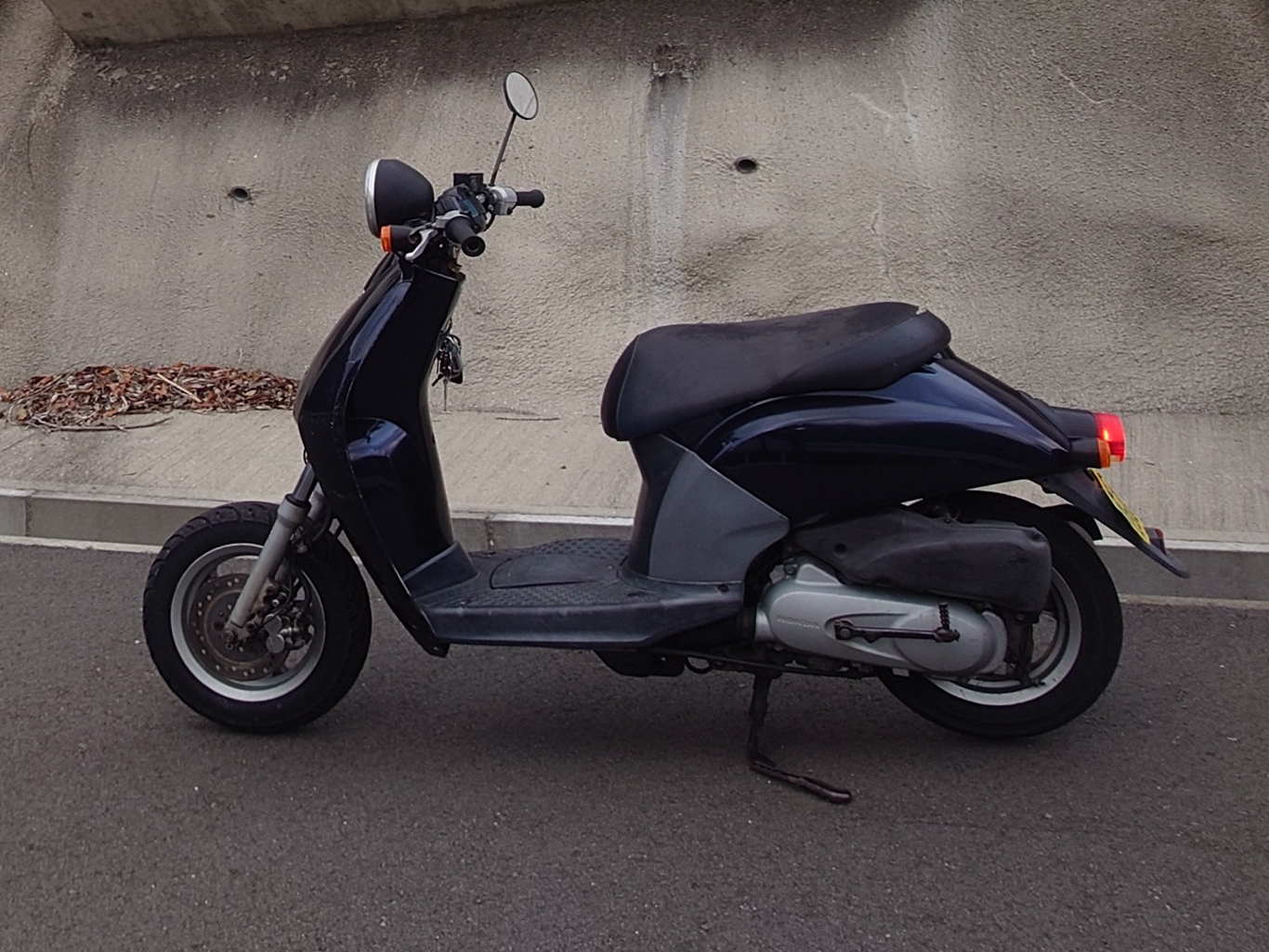
AF61型トゥデイ
初代モデル

10種類のカラーバリエーション・消費税抜94,800円の安価な希望小売価格・販売目標100,000台/年とされ、2003年6月には目標達成しヒット商品となったモデルである。
燃料供給はVK0DA型キャブレターで行い、排出ガス規制に対応させるためエアインジェクションを装備する。
2004年2月12日発表 同月14日発売で以下のマイナーチェンジを実施。
- 全10色中3色を新色へ変更
- パールクエンチイエローのスペシャルカラーを限定3,000台で追加
- 車体のロゴマークをポップスタイルへ変更

2006年2月1日発表で以下のマイナーチェンジを実施。
- ツートンカラーや専用装備を採用したトゥデイ・デラックスを消費税抜希望小売価格100,000円で同月24日発売
- 従来からのモデルは消費税抜希望小売価格を95,800円に改定し同年3月10日に発売
- 車体色は標準車8・デラックス2の計10種類に変更
- 販売目標を95,000台/年へ変更

2007年2月14日発表 同月15日発売で以下のマイナーチェンジを実施。
- デラックスのカラーバリエーションを変更
- 販売目標を60,000台/年へ変更

## JBH-AF67型

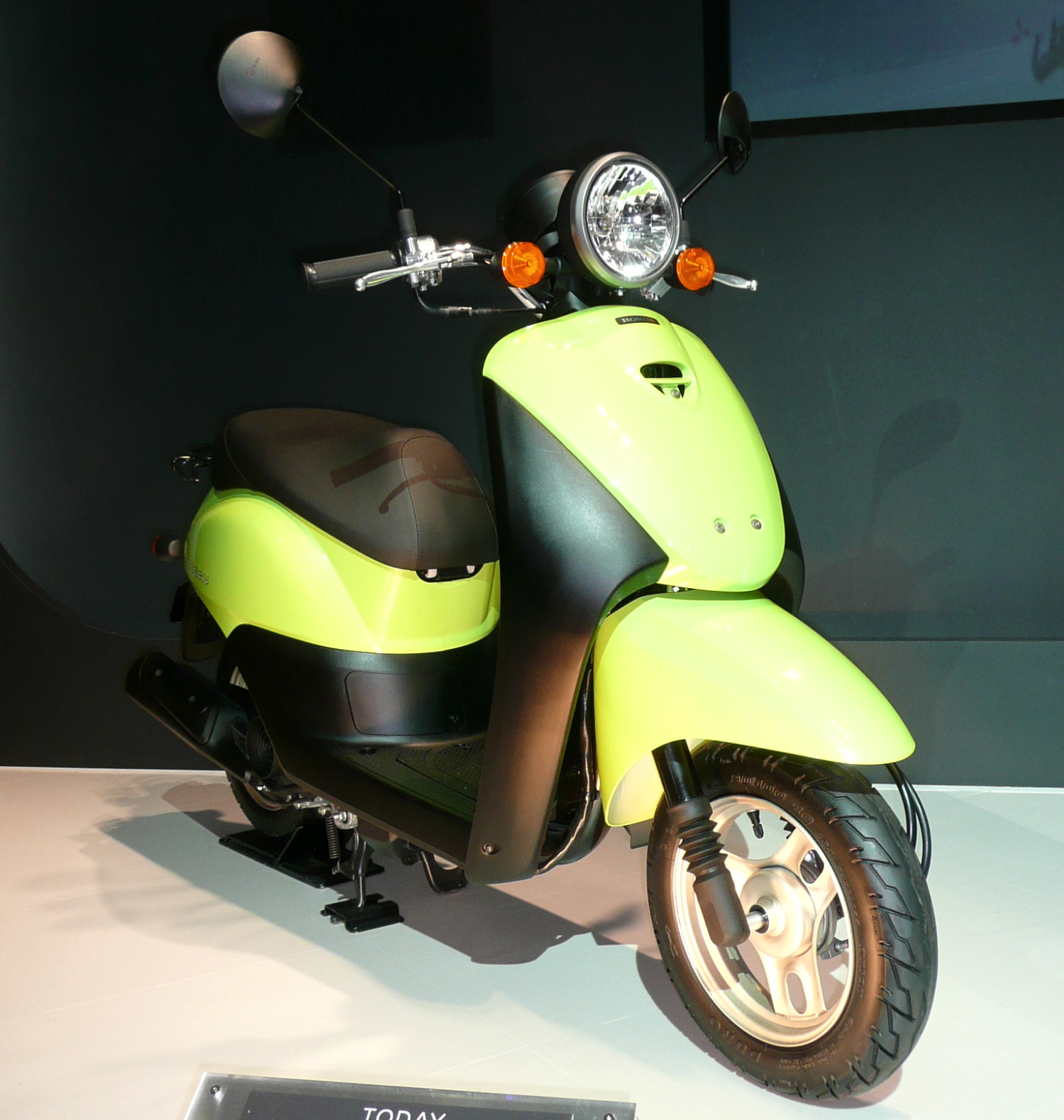
AF67型トゥデイ
2代目モデル

2007年8月22日発表、同月31日発売のフルモデルチェンジ車である。
平成18年自動車排出ガス規制適応に対応させたため燃料供給はPGM-FI電子式燃料噴射装置とし、キャタライザー内蔵マフラーに変更したほか、車体デザインはキープコンセプトであるものの全体的に丸味が強調され、燃料計追加・メインスタンド形状変更・外装の質感向上などが行われた結果、消費税抜希望小売価格は128,000円に改訂され、販売目標が80,000台/年、車体色も8種類となった。
2008年2月7日発表、同月8日発売で以下の特別装備を施したトウディ・スペシャルを3,000台限定で追加。
- 2種類の専用車体色
- ツートンカラーシート
- 消費税抜希望小売価格131,000円

2008年3月5日発表、同月15日発売で以下の仕様変更を施したトウディ・Fを追加。
- 4種類の専用車体色を設定
- レッグシールドをブラッシュグレーに塗装
- ブラッシュグレーとブラックのツートンカラーシート
- 前後ホイールを黒に塗装
- メーター部文字盤をカーボン調に変更しスピードメーター内はブルーのグラデーショ化
- ハンドルグリップを茶色に変更
- 消費税抜希望小売価格133,000円

標準車は車体色を変更し全6種類となったが、消費税抜希望小売価格は据置。販売目標は60,000台/年とされた。
2009年1月19日発表、同月19日発売で特別塗装を施したトウディ・Fスペシャルを台数限定で追加
- キャンディーブレイズオレンジ：600台
- ペルセウスブラウンメタリック：900台
- 消費税抜希望小売価格133,000円

2009年4月3日発表、同月10日発売で価格据置のまま標準車・F共に以下の仕様変更を実施。
- 車体色を一部変更
- ウインカースイッチをプッシュキャンセル化
- オドメーターを6桁化
- 販売目標はシリーズ合計で46,000台/年に変更

2010年1月28日発表、同年2月10日発売で価格据置のまま標準車・F共に以下の仕様変更を実施。
- 車体色を一部追加廃止し標準車5種/F3種の計8種へ変更
- ロゴマークを変更
- 販売目標をシリーズ合計で43,000台/年に変更

2011年2月18日発表、同月25日発売で以下のマイナーチェンジを実施。
- 特性見直しから搭載エンジンをAF70E型へ変更
  - 併せてECUリセッティングを行い燃料ポンプを追加
- 標準車の車体色を2種変更
- パールツインクルブラックを施したトウディ・Fスペシャルを1,500台限定で追加
- 販売目標をシリーズ合計で35,000台/年に変更

2012年1月17日発表、同月27日発売で以下のカラーバリエーション変更を実施。
- 標準車は2種新設1種廃止で計4種に縮小
- Fは3種とも新色へ変更
- 販売目標をシリーズ合計で33,000台/年に変更

2015年1月に事実上の後継モデルとしてタクトが復活したことから、同年8月に製造終了。本田技研工業も2016年に正式に公表した。

### 主要諸元
| 車名                 | トゥデイ                                    | トゥデイ                                    | トゥデイ                                    |
| 型式                 | BA-AF61                                     | JBH-AF67                                    | JBH-AF67                                    |
| モデルイヤー         | 2002                                        | 2007                                        | 2011                                        |
| 適合排ガス規制       | 平成10年                                    | 平成18年                                    | 平成18年                                    |
| 全長（m）            | 1.695                                       | 1.695                                       | 1.695                                       |
| 全幅（m）            | 0.630                                       | 0.630                                       | 0.650                                       |
| 全高（m）            | 1.030                                       | 1.030                                       | 1.030                                       |
| 最低地上高（m）      | 0.110                                       | 0.110                                       | 0.110                                       |
| ホイールベース（m）  | 1.180                                       | 1.180                                       | 1.180                                       |
| 最低回転半径（m）    | 1.8                                         | 1.8                                         | 1.8                                         |
| シート高（m）        | 0.695                                       | 0.695                                       | 0.695                                       |
| 車両重量（kg）       | 75                                          | 75                                          | 79                                          |
| エンジン型式         | AF61E                                       | AF67E                                       | AF70E                                       |
| 構造                 | 強制空冷4ストロークSOHC単気筒               | 強制空冷4ストロークSOHC単気筒               | 強制空冷4ストロークSOHC単気筒               |
| 排気量               | 49㏄                                        | 49㏄                                        | 49㏄                                        |
| 内径x行程（mm）      | 37.8x44.0                                   | 37.8x44.0                                   | 37.8x44.0                                   |
| 圧縮比               | 10.1                                        | 10.1                                        | 10.1                                        |
| 燃料供給             | キャブレター                                | 電子式燃料噴射                              | 電子式燃料噴射                              |
| 供給装置             | VK0DA                                       | PGM-FI                                      | PGM-FI                                      |
| 最高出力             | 3.8ps（2.2KW） /8,000rpm                    | 4.1ps（3.1KW） /8,250rpm                    | 3.8ps（2.2KW） /8,250rpm                    |
| 最大トルク           | 0.37kg-m［3.6Nm］ /6,500rpm                 | 0.38kg-m［3.7Nm］ /7,500rpm                 | 0.38kg-m［3.7Nm］ /7,000rpm                 |
| 点火装置             | CDIバッテリー                               | フルトランジスタバッテリー                  | フルトランジスタバッテリー                  |
| 始動方式             | キック・セル併用                            | キック・セル併用                            | キック・セル併用                            |
| 潤滑方式             | ウエットサンプ圧送飛沫併用                  | ウエットサンプ圧送飛沫併用                  | ウエットサンプ圧送飛沫併用                  |
| 30㎞/h定地走行燃費   | 65km/L                                      | 73km/L                                      | 73km/L                                      |
| クラッチ形式         | 乾式多板シュー                              | 乾式多板シュー                              | 乾式多板シュー                              |
| 変速機               | Vベルト式無段変速式（Vマチック）            | Vベルト式無段変速式（Vマチック）            | Vベルト式無段変速式（Vマチック）            |
| 変速比               | 2.850 - 0.860                               | 2.850 - 0.860                               | 2.850 - 0.860                               |
| 1次/2次減速比        | 3.600/3.769                                 | 3.600/3.769                                 | 3.600/3.769                                 |
| サスペンション       | テレスコピック（前）/ユニットスイング（後） | テレスコピック（前）/ユニットスイング（後） | テレスコピック（前）/ユニットスイング（後） |
| キャスター/トレール  | 26°30′/71mm                                 | 26°30′/71mm                                 | 26°30′/71mm                                 |
| ブレーキ             | 機械式リーディングトレーリング（前後）      | 機械式リーディングトレーリング（前後）      | 機械式リーディングトレーリング（前後）      |
| タイヤサイズ         | 80/100-10 46J（前後）                       | 80/100-10 46J（前後）                       | 80/100-10 46J（前後）                       |
| 消費税抜希望小売価格 | 94,800円                                    | 128,000円                                   | 128,000円                                   |
| 製造事業社           | 新大洲本田摩托有限公司上海工場              | 新大洲本田摩托有限公司上海工場              | 新大洲本田摩托有限公司上海工場              |
| 輸入・販売事業社     | 本田技研工業株式会社                        | 本田技研工業株式会社                        | 本田技研工業株式会社                        |
| -------------------- | ------------------------------------------- | ------------------------------------------- | ------------------------------------------- |

## 評価
標準的な同クラススクーターが130,000円前後だった2002年当時に100,000円を切る価格によりわずか10ヶ月で販売目標だった100,000台をクリアするヒット商品であった反面、1モデルとしてはリコール・改善対策・無償交換が非常に多く以下に示すものが公表されているほか、販売店のみに通知された無償修理も存在する。
リコール
- スピードメーターの不具合[18]
- ブレーキイコライザーの不具合[19]
- スピードメーターケーブルの不具合[20]
- 方向指示器スイッチの不具合（AF67型）[21]

改善対策
- フューエルユニットの不具合[22]
- スロットルケーブルの不具合[23]
- スロットルケーブルの不具合（2回目）[24]

サービスキャンペーン
- オイルポンプギヤの不具合[25]
- プーリー軸受け用ブッシュの不具合[26]
- バイスターターの不具合[27]

## 中国
「トゥデイ（AF61型）」の開発は、1999年末の本田技研工業株式会社と新大洲控股股份有限公司による合併会社設立合意直後から開始され、「ディオ（AF34型）」をベースに、エンジンは専用設計の新型を搭載するものとし、日本市場での販売価格を既存車の半値とすることが目標とされた。
2002年6月24日、本田技研工業株式会社の合弁会社である新大洲本田摩托有限公司の天津工場（中: 天津工厂）でラインオフ式が行われ、同年7月14日から日本にへの出荷が始まった。
製造開始から間もない2002年12月には、1か月間で10,000台以上を日本へ出荷し、当時の対日自動二輪車輸出月間最高台数を記録した。その後も輸出台数は好調に推移し、日本への累計輸出台数は、2003年6月29日に10万台、2006年2月19日に50万台を突破 。総累計輸出台数は、後継の「トゥデイ（AF67型）」も含め150万台を超え、中国から輸出された単一車種として過去最高記録を樹立した。
当初は日本向け輸出専用モデルとして開発されたが、2004年06月24日には中国国内でも「自由Today（SDH50QT-41型）」の呼称で販売が開始され、欧州統一型形式認証（英: European Communities Whole Vehicle Type Approval）も取得、輸出先もオーストラリア、メキシコ、スペイン、トルコなど13か国に拡大された。
2007年5月31日に、電子制御燃料噴射装置（PGM-FI）を搭載するなど全面改良された「トゥデイ（AF67型）」が、新大洲本田摩托有限公司の上海工場（中: 上海工厂）でラインオフされ、同年6月13日から日本へ出荷された。同車も、2013年4月末から中国国内で「自由Today」の呼称で販売された。
「トゥデイ（AF61型）」はREN50シリーズ（中: REN50系列）と呼ばれる製品群の初代製品で、その姉妹車として、2002年8月末から中国国内で販売された「天涯丽人（SDH50QT-40型）」、2003年10月26日から日本への出荷された「ディオ（AF62型）」及び2004年6月9日から日本への出荷された「ディオ チェスタ（AF66型）」並びに「トゥデイ（AF67型）」をベースとし2010年12月から製造が開始された「ジョルノ（AF70型）」があり、多くの部品を供用する。